# صوليدوس
صوليدوس أو صولدي (باللاتينية: solidus) عملة بيزنطية ذهبية كانت متداولة في روما القديمة. كان أول من ضربها هو ديوكلتيانوس حوالي عام 301 م.